# Necuto
Necuto é uma cidade e município angolano que se localiza na província de Cabinda.
Anteriormente uma vila-comuna do município de Buco-Zau, em 5 de setembro de 2024 foi elevada a condição de cidade e município da província de Cabinda.
O município é constituído pela comuna-sede, equivalente à cidade de Necuto, e ainda pela comuna de Inhuca.